# Diophanes salvifolius
Diophanes salvifolius är en insektsart som först beskrevs av Lichtenstein 1796.  Diophanes salvifolius ingår i släktet Diophanes och familjen vårtbitare.

## Underarter
Arten delas in i följande underarter:
- D. s. salvifolius
- D. s. notatus